# Poschiavo
Poschiavo (lmo. Pus’ciav, rm./niem. Puschlav) – miejscowość i gmina w Szwajcarii, w kantonie Gryzonia, siedziba administracyjna regionu Bernina. Leży w dolinie Val Poschiavo. Jest największą pod względem liczby mieszkańców jak i powierzchni gminą w regionie. W XIX wieku z Poschiavo przybyło kilkunastu cukierników z rodziny Semadeni, którzy założyli cukiernie w Płocku, Łomży, Warszawie, Lublinie i Kijowie. 

## Demografia
W Poschiavo mieszka 3 441 osób. W 2020 roku 8,6% populacji gminy stanowiły osoby urodzone poza Szwajcarią. Przeważająca część mieszkańców (90,45%) jest włoskojęzyczna.

## Transport
Przez teren gminy przebiega linia kolejowa Rhätische Bahn i droga główna nr 29.

## Osoby

### urodzone w Poschiavo
- Edgar Aristide Maranta – arcybiskup